# أحمد عبد الكريم
أحمد عبد الكريم أحمد (ولد في 28 أبريل 1992 في بغداد) هو ملاكم عراقي تنافس في مسابقة الرجال بالوزن المتوسط في دورة الألعاب الأولمبية الصيفية عام 2012 لكنه هزم في الجولة الأولى من قبل الجنوب أفريقي سيفيوي لوسيزي.

## روابط خارجية
- أحمد عبد الكريم على موقع اللجنة الأولمبية الدولية (الإنجليزية)
- أحمد عبد الكريم على موقع أوليمبيديا (الإنجليزية)